# Valentin Abeille

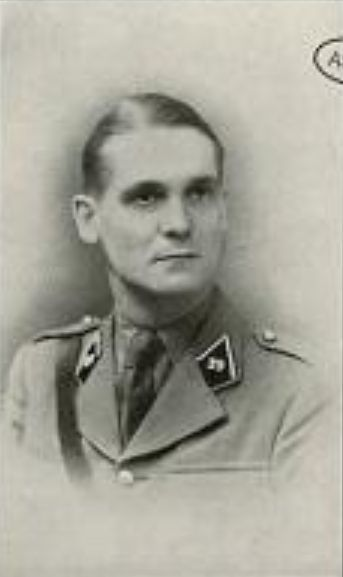
Valentin Abeille um 1940

Valentin Abeille (* 8. August 1907 in Alençon, Département Orne; † 2. Juni 1944 im Hôpital de la Pitié-Salpétrière in Paris) war ein französischer Verwaltungsbeamter und Mitglied des Widerstands gegen den Nationalsozialismus (Résistance), der von den deutschen Besatzungstruppen hingerichtet. Ihm wurde der Ordre de la Libération und damit der Titel eines Compagnon de la Libération verliehen.

## Leben

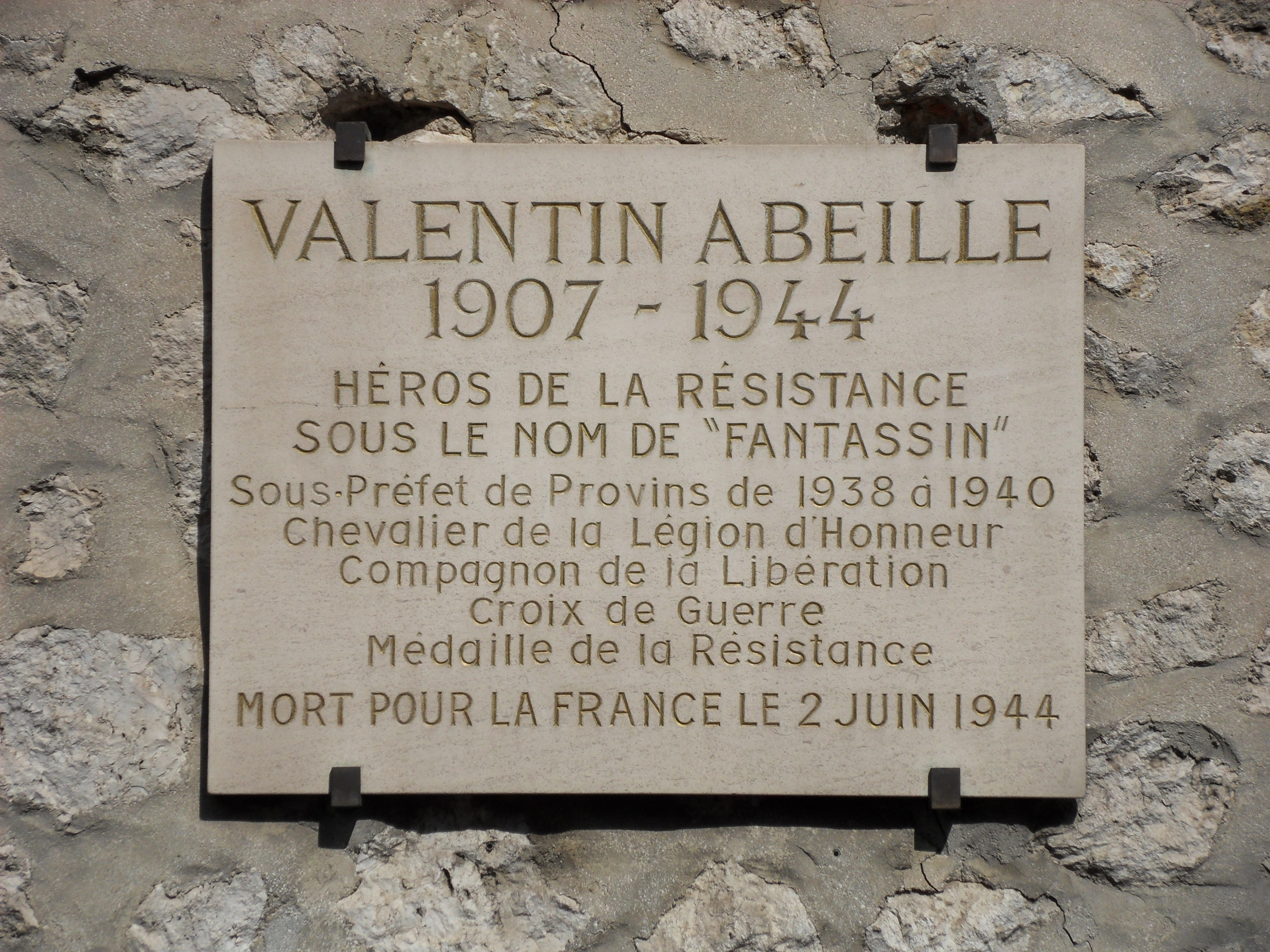
Gedenktafel für Valentin Abeille in der rue Toussaint-Rose in Provins.

Valentin Abeille wurde am 15. September 1927 Mitarbeiter der Polizeipräfektur und absolvierte ein Studium der Rechtswissenschaften, das er am 19. Juli 1930 mit einem Licence en droit abschloss. Er war danach zwischen dem 1. Februar und dem 20. April 1931 erstmals Redakteur beim stellvertretenden Bürochef des Polizeipräfekten und leistete zwischen April 1931 und April 1932 Militärdienst. Nach Beendigung des Militärdienstes war er zwischen dem 13. April 1932 und dem 25. September 1938 erneut Redakteur beim stellvertretenden Bürochef des Polizeipräfekten. Zwischenzeitlich war er vom 4. Februar bis zum 20. März 1934 Chef des Privatsekretariats des Polizeipräfekten. Am 29. Mai 1934 wurde er in das Kabinett des Ministers für nationale Bildung Aimé Berthod abgeordnet und war dort bis zum 8. November 1934 tätig. Er war ferner zwischen dem 30. Juni und dem 19. Juli 1937 Chef des Privatsekretariats von Premierminister Camille Chautemps. Am 14. März 1938 wurde er stellvertretender Kabinettschef des Ministers für die Kriegsmarine César Campinchi sowie am 10. April 1938 Chef des Privatsekretariats des nunmehrigen Vize-Premierministers Camille Chautemps.
Abeille wurde am 9. Juli 1938 zum Unterpräfekten (Sous-préfet) des Arrondissement Provins ernannt und zwischen dem 8. September 1939 und dem 25. Juli 1940 wieder in den aktiven Militärdienst berufen. Am 8. Januar 1940 wurde er Unterpräfekt des Arrondissement Autun und am 1. Mai 1941 Berater der Polizeipräfektur von Marseille, ein Amt, das er bis zum 21. März 1942 ausübte. Er wurde von Philippe Pétain abgesetzt und ging nach Lons-le-Saunier. Er schloss sich unter dem Tarnnamen „Fantassin“ dem Widerstand gegen den Nationalsozialismus (Résistance) an. Er war Oberstleutnant (Lieutenant-colonel) der von General Charles de Gaulle geführten Streitkräften FFC (Forces françaises combattantes). Von Mai bis September 1943 war er in London. Dort erhielt er am Hauptquartier des Freien Frankreich den Auftrag als Militärdelegierter in der Region West (Bretagne und Normandie, genannt Region M) zu arbeiten und wurde im September 1943 per Fallschirm eingeflogen. Er wurde verraten und von den deutschen Besatzungstruppen am 31. Mai 1944 in Paris gefangen genommen und am 2. Juni 1944 hingerichtet.
Ihm wurde das Croix de guerre 1939–1945, das Ritterkreuz der Ehrenlegion sowie die Médaille de la Résistance verliehen. Für seine Verdienste um die Befreiung Frankreichs erhielt er den Ordre de la Libération und damit den Titel eines Compagnon de la Libération. Nach der Befreiung Frankreichs wurde er am 26. Februar 1945 posthum zum 21. Januar 1941 wieder in den Verwaltungsdienst übernommen und erhielt rückwirkend zum 9. Juli 1941 den Titel eines Präfekten (Préfet).
Sein Zwillingsbruder Jean-Pierre Abeille war ebenfalls französischer Verwaltungsbeamter und Präfekt mehrerer Départements.